# Tethina histrica
Tethina histrica is een vliegensoort uit de familie van de Canacidae. De wetenschappelijke naam van de soort is voor het eerst geldig gepubliceerd in 2009 door Munari.